# Zwem- en Poloclub Barendrecht
Lo Zwem- en Poloclub Barendrecht, spesso abbreviato con l'acronimo ZPB, è un club che si occupa di sport acquatici con sede nella città di Barendrecht (Paesi Bassi), nota particolarmente per la sua sezione pallanuotistica maschile.
Per ragioni di sponsor la squadra è anche conosciuta col nome H&L Productions.

## Storia
Il club fu fondato il 1º aprile 1932.
Si è aggiudicato il suo primo (e finora unico) titolo nazionale nel 1999. 

## Palmarès

### Sezione maschile
- Campionato olandese: 1

1999
- KNZB Beker: 1

2007